# Nederlands kampioenschap tafeltennis 2016
Het Nederlands kampioenschap tafeltennis 2016 werd gehouden in Zwolle op 19 en 20 maart 2016.
Op het programma stonden vijf onderdelen:
- Enkelspel mannen. Regerend kampioen was Ewout Oostwouder.
- Enkelspel vrouwen. Regerend kampioen was Li Jie.
- Dubbelspel mannen. Regerend kampioenen waren Nathan van der Lee en Cosmin Stan.
- Dubbelspel vrouwen. Regerend kampioenen waren Britt Eerland en Kim Vermaas.
- Gemengd dubbel. Regerend kampioenen waren Rajko Gommers en Kim Vermaas.

## Medaillewinnaars
| Onderdeel        | Goud                           | Zilver                           | Brons                                                   |
| Enkelspel (m)    | Laurens Tromer                 | Michel de Boer                   | Ewout Oostwouder Barry Wijers                           |
| Enkelspel (v)    | Britt Eerland                  | Ana Gogorita                     | Li Jie Yana Timina                                      |
| Dubbel (m)       | Martin Khatchanov Barry Wijers | Rajko Gommers Martijn de Vries   | Roel Bogie Koen Hageraats Patrick Oeij Ewout Oostwouder |
| Dubbel (v)       | Tanja Helle Yana Timina        | Jacintha de Hoop Sanne de Hoop   | Rianne van Duin Ana Gogorita Carla Nouwen Jasminka Oeij |
| Dubbel (gemengd) | Nathan van der Lee Yana Timina | Jamshid Sedigh Vera van Boheemen | Bas Hergelink Lisette van Es Barry Wijers Carla Nouwen  |